# Sodar

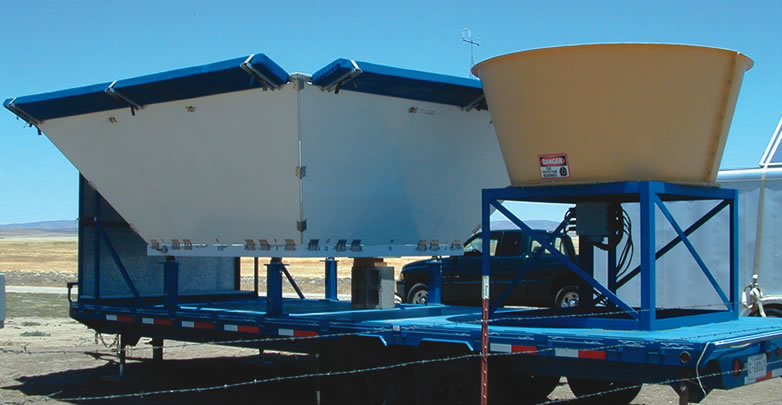
Un SODAR transportable, midiendo perfiles de viento.

El sodar (del inglés SODAR, acrónimo de Sonic Detection And Ranging), es un instrumento meteorológico para medir la dispersión de ondas acústicas por la turbulencia atmosférica. Los sistemas SODAR se usan para medir velocidad del viento a varias alturas arriba del terreno, y la estructura termodinámica de la capa baja de la atmósfera.
Los sistemas sodar son semejantes al radar (acrónimo en inglés para: detección y distribución de radio) excepto que se usan ondas de sonido y no de radio, en la detección. Otras mediciones de los sistemas sodar incluye radares de sonificación, ecosonificación, y acústicos.

## Sodar Doppler
El sodar comercial operado para obtener mediciones de viento en atmósfera alta, consiste de antenas que emiten y reciben señales  acústicas.  Está el sistema monoestático que usa la misma antena para transmisión y recepción,  mientras un sistema biestático usa antenas separadas.  La diferencia entre ambos sistemas de antena determina la dispersión atmosférica por fluctuaciones de temperatura (en el sistema monoestático), o tanto fluctuaciones de temperatura y de velocidad del viento (en el sistema biestático).  La vasta mayoría de los sodares en uso son del tipo monoestático, por su más compacta antena, más simple operación, y generalmente mayor cobertura de altitudes.

## Sistemas de antena monoestáticos
Se pueden dividir en dos categorías: 
- sobre ejes múltiples, con antenas individuales
- sobre una sola antena de fase.

Los sistemas múltiple ejes usan generalmente tres antenas individuales orientadas en direcciones específicas para guiar los haces acústicos. Una antena es orientada verticalmente, por lo general,  y las otras dos se ubican ligeramente de la vertical en un ángulo ortogonal.  Cada una de las antenas individuales puede usar un solo transductor enfocado dentro de una antena parabólica (disco), o en un arreglo de altavoces y bocinas (transductores)  todos transmitiendo en fase  para constituir un solo haz.  Ambos ángulos de ajuste a la vertical, y el de azimut,  de cada antena se fijan cuando se setea. 
Los sistemas de antena de arreglo de fases usan un simple arreglo de conductores y de transductores de volumen, y el haz se orienta electrónicamente, faseando los transductores adecuadamente. Para hacer operativa tal tipo de antena de fase, la dirección punteada del arreglo está al nivel, u orientada a lo especificado por el fabricante.
Los componentes horizontales de la velocidad del viento se calculan de las derivas Doppler,  radialmente medidas y del ángulo especificado de la vertical. El ángulo cénit, es generalmente de 15°-30°,  y los haces horizontales se orientan típicamente en ángulos a la derecha del siguiente. Con la deriva Doppler de los componentes radiales a lo largo de los haces cenitales, se incluye tanto la influencia de los componentes del viento horizontal y vertical. Una corrección para la velocidad vertical es necesaria en sistemas con ángulos de cénit menores a 20º. Además, si el sistema se localiza en una región donde las velocidades verticales pueden ser mayores a 0,2 m/s, y se necesitan correcciones para la velocidad vertical, sin tener en cuenta el ángulo del haz cenital.
Los rangos verticales de los sodares son aproximadamente de 0,2-2 km  y en función de frecuencia, potencia de salida, estabilidad atmosférica, turbulencia, y, lo más importante, la contaminación acústica en donde opera el radar. El rango de frecuencias operativas  de menos 1000 Hz a más de 4000 Hz, y potencias de varios centenares de vatios. Debido a las características de atenuación de la atmósfera, los sodares de alta potencia, y más bajas frecuencias producen generalmente más altura de cobertura. Algunos sodares pueden operarse en diferentes modos para cubrir mejores resoluciones verticales. Esto se acompaña con variaciones entre la modulación por ancho de pulsos y la máxima altitud.